# Гельмут Радах
Гельмут Радах (нім. Helmut Radach, 1 лютого 1915 — 13 квітня 1999) — німецький академічний веслувальник.
Бронзовий призер Олімпійських Ігор 1936 року в складі вісімки.